# Bezirk Eschwege
Der Bezirk Eschwege war zwischen 1848 und 1851 ein Bezirk, also Teil der mittleren Verwaltungsebene im Kurfürstentum Hessen mit Sitz in Eschwege.

## Geschichte
Mit dem „Gesetz, die Bildung neuer Verwaltungsbezirke und die Einführung von Bezirksräten betreffend“ vom 31. Oktober 1848 und der entsprechende Verordnung vom 22. Dezember 1848, die zum 1. Februar 1849 wirksam wurden, wurden die bisherigen vier Provinzen aufgelöst und neun Bezirke eingerichtet. Aus der bisherigen Provinz Niederhessen wurden verschiedene Bezirke, darunter der Bezirk Eschwege gebildet. Diese Änderung war eine Folge der Märzrevolution.
Die neue Verwaltungsstruktur wurde bereits nach kurzer Zeit aufgelöst, nachdem sich die Reaktion durchgesetzt hatte. Mit der Verordnung und dem „provisorischen“ „Gesetz, die Umbildung der inneren Landesverwaltung und die Vollziehungsgewalt der Verwaltungsbehörden sowie der Bezirksräte betreffend“,  vom 7. Juli 1851  wurde die alte Ordnung wieder hergestellt.

## Gebiet und Verwaltung
Der Bezirk setzte sich aus den Verwaltungsämtern Eschwege und Witzenhausen zusammen. Diese Verwaltungsämter entsprachen den bisherigen Kreisen gleichen Namens. Damit umfasste der Bezirk Eschwege die Gerichtsbezirke folgender Gerichte:
- Justizamt Eschwege I
- Justizamt Eschwege II
- Justizamt Abterode
- Justizamt Bischhausen
- Justizamt Netra
- Justizamt Wanfried
- Justizamt Witzenhausen
- Justizamt Allendorf
- Justizamt Großalmerode und
- Justizamt Lichtenau

An der Spitze der Bezirksverwaltung stand ein Bezirksdirektor:
- 1848–1850: Otto Heinrich Julius Leopold Vollmar